# Xenòfant d'Atenes
Xenòfant d'Atenes (en llatí Xenofanthus, en grec antic Ξενόφαντος) fou un artista atenenc fabricant de lècits, uns vasos destinats a contenir perfums.
Un dels lècits trobats a una tomba a Kertch (l'antiga Panticapeum a Crimea), porta la inscripció ΞΕΝΟΦΑΝΤΟΣ ΕΠΟΙΗΣΕΝ ΑΘΗΝ i es troba actualment al Museu de Sant Petersburg. L'estil d'aquest vas és notable. Les figures superiors estan pintades en vermell sobre fons negre i parcialment modelades en relleu amb argila groguenca, la mateixa amb la que està fabricat el vas, i pintat en diversos colors i daurat, en un estil propi de l'escola atenenca.